# Maurice Dekobra
Maurice Dekobra, cujo nome verdadeiro Maurice Tessier (Paris, 26 de maio de 1885 – Paris, 1 de junho de 1973), foi um escritor, produtor e diretor francês. Visto como um escritor subversivo na década de 1920 e 1930, ele se tornou um dos mais conhecidos escritores franceses entre a Primeira e a Segunda Guerra Mundial. Seus livros foram traduzidos em 77 idiomas. Apesar disso, ele agora foi declarado um "total desconhecido".

## Biografia
Com a idade de 19 anos, iniciou sua carreira como jornalista trilíngue – francês, inglês, alemão. Durante a guerra de 1914-18 foi anexado como oficial de ligação/intérprete primeiro para o exército indiano e mais tarde para o exército dos Estados Unidos. Os contatos que ele fez neste tempo acendeu sua paixão por viagens. Ele atribuiu a origem de seu pseudônimo para um episódio no norte da África, quando viu um encantador de serpentes com duas cobras. Alegadamente ele começou a pensar de "deux cobra", que o levou para De-kobra, em seguida, Dekobra. O termo 'dekobrisme' foi cunhado de sua ficção, que utilizou recursos jornalísticos em seus romances. Ele escolheu viver nos Estados Unidos, de 1939 a 1946. Ao voltar para a França, ele começou a escrever quem matou?.
Alguns de seus romances foram transformados em filmes.

## Obras
- Les Mémoires de Rat-de-Cave ou Du Cambriolage considéré comme un des beaux-arts (1912)
- Les Liaisons tranquilles (1920)
- Minuit... Place Pigalle (1923)
- Mon coeur au ralenti (1924)
- La Vénus à roulettes (1925)
- La Madone des sleepings (1925)
- La Gondole aux chimères (1926)
- Les nuits de Walpurgis (1926)
- Tu seras courtisane (1927)
- Flammes de velours  (1927)
- Sérénade au Bourreau (1928)
- Les Tigres Parfumés - Aventures Au Pays Des Maharajahs (1929)
- Le Sphinx a parlé (1930)
- Aux cent mille sourires (1931)
- Fusillé à l'aube (1931)
- Aux cent mille sourires  (1931)
- L'Archange aux pieds fourchus (1931)
- La Volupté éclairant le monde, (1932)
- Confucius en pull-over (1934)
- Madame Joli-Supplice (1935)
- Macao, enfer du jeu (1938)
- Émigrés de luxe  (1941)
- Le roman d'un lâche (1942)
- La Perruche Bleue Journal d'une courtisane sous la terreur nazie (1945)
- Hamydal le Philosophe (1947)
- La Prison des Rêves (1947)
- Satan refuse du monde (1947)
- Et Eve gifla Adam... ou les aventures d'une Yankee à Montparnasse (1949)
- Salutations distinguées (1949)
- La Pavane des poisons (1950)
- La Rafle est pour ce soir (1953)
- Monsieur Lambers mourra ce soir (1957)
- Son altesse mon amant (1958)
- Passeport diplomatique (1959)
- Casanova à Manhattan (1960)
- La Trahison du colonel Redko (1960)
- L'homme qui mourut deux fois - Les vestales du veau d'or (1960)
- Secrets de sleeping (1960)